# Рибарица (област Ловеч)
 Тази статия е за селото в Област Ловеч.  За другото българско село с това име вижте Рибарица (Софийска област).  
Рибàрица е село в Северна България, община Тетевен, област Ловеч.

## География
Село Рибарица се намира на около 43 km югозападно от областния център град Ловеч и около 12 km югоизточно от общинския център град Тетевен. Разположено е в северните склонове на Златишко-Тетевенска планина, в по-голямата си част изтеглено в направление северозапад-югоизток по протежение на около 10 km в долината на течащата на северозапад река Бели Вит, при вливането в нея на Костина река. Надморската височина в центъра на селото при сградите на читалището и кметството е около 570 m. Климатът е умерено-континентален, почвите в землището са преобладаващо планосоли.
През Рибарица минава третокласният републикански път III-358, който води на северозапад към Тетевен, а на североизток през планинския проход Богое (Богоя) и селата Шипково и Терзийско до село Бели Осъм и връзка в него с второкласния републикански път II-35 (Плевен – Кърнаре).
На юг от Рибарица е трудно проходимият Рибаришки проход (в значителна част – планинска пътека), свързващ селото със село Розино и град Клисура.
Землището на село Рибарица граничи със землищата на: град Тетевен на северозапад; село Васильово на север; село Шипково на североизток; село Чифлик на изток; село Розино на югоизток; град Клисура и село Антон на юг; село Дивчовото на запад; село Черни Вит (8 m граничен участък) на запад.
Етническият състав на населението на село Рибарица по численост и дял на етническите групи според преброяването през 2011 г. е:
| Етнически групи     | Численост | Дял (в %) |
| Общо                | 1130      | 100       |
| Българи             | 1107      | 97,96     |
| Турци               | 0         | 0         |
| Цигани              | 0         | 0         |
| Други               | 4         | 0,35      |
| Не се самоопределят | 0         | 0         |
| Не отговорили       | 19        | 1,68      |

Към 15 юни 2025 г. в село Рибарица има регистрирани: 851 души по постоянен адрес; 983 души по настоящ адрес; 731 души по постоянен и настоящ адрес в същото населено място.
Числеността на населението на село Рибарица по данните от преброяванията от 1934 г. насам се променя както следва:
| \| Година на преброяване \| Численост \| \| --------------------- \| --------- \| \| 1934 \| 772 \| \| 1946 \| 942 \| \| 1956 \| 1895 \| \| 1965 \| 1546 \| \| 1975 \| 1557 \| \| 1985 \| 1494 \| \| 1992 \| 1396 \| \| 2001 \| 1276 \| \| 2011 \| 1130 \| \| 2021 \| 992 \| |           |
| Година на преброяване | Численост |
| 1934 | 772       |
| 1946 | 942       |
| 1956 | 1895      |
| 1965 | 1546      |
| 1975 | 1557      |
| 1985 | 1494      |
| 1992 | 1396      |
| 2001 | 1276      |
| 2011 | 1130      |
| 2021 | 992       |

## История
След Руско-турската война (1877 – 1878 г.) по Берлинския договор 1878 г. селището махала Рибарица – дотогава в Османската империя, попада в Княжество България. При преброяването на населението на Царство България на 31 декември 1920 г. селището фигурира като махала Рибарица в окръг Плевен, околия Тетевене, община Рибарица (състояща се от колиби Брезово и Горуньо̀во и махалите Васильо̀во и Рибарица) с население 635 души. При преброяването на населението на Царството на 31 декември 1934 г. Рибарица фигурира като село Рибарица (включващо и колиби) в окръг Плевен, околия Тетевен, община Тетевен с население 772 души.
Рибарица е официално призната от махала за село през 1939 г. През 1963 г. Рибарица е обявена за планински климатичен курорт с местно значение.
Строителството на вили в Рибарица започва от 1906 г., когато е построена първата вила на директора на тетевенската банка Марин Ничев. През 1911 г. са построени вилата на професор Жеко Спиридонов, на фамилия Дейкови, на Балабанови, Владимир Вазов.
Между юни 1940 г. и лятото на 1941 г. в Рибарица функционира концентрационен лагер с около 100 лагеристи, които работят по строежа на шосето за Троян.
През 2007 г. към Рибарица са присъединени закритите села Горуньово и Брезово.
Училище в Рибарица е открито през 1894 г. в къщата на Найден Цеков. Второ училище с 3 слети паралелки е открито през 1907 г. в махала Брезово, но децата от махалите Горуньово, Калугерски дол, Костина и Свинарска лъка са затруднени да посещават занятията поради големите разстояния. По настояване на населението през 1920 г. в къщата на Иван Нешов Влайков се открива училище с една слята паралелка за І, ІІ и ІІІ отделение. През 1945 г. училището се премества в нова сграда, от 1946 г. става основно, а от 1960 г. носи името „Георги Бенковски“.
Читалище „Развитие“ в Рибарица е основано през 1931 г. от 28 жители на селото. Поради организационни и финансови затруднения през 1934 г. читалищната дейност е прекъсната и възобновена през 1938 г. През юни 1942 г. Върховният читалищен съюз в България дава разрешение за образуването на самостоятелно читалище в махала Васильово. През ноември 1942 г. към читалището в Рибарица се сформира младежка културно-просветна група. През 1947 г. читалищното ръководство решава да се построи читалищна сграда в дворното място на местната кооперация. След редица затруднения на 22 декември 1963 г. тържествено е открит новият читалищен дом. През 2009 г. на законово основание към наименованието на читалището е добавена годината на неговото първоначално създаване и то става „Развитие - 1931 г.“.
Трудово-горска производителна кооперация „Георги Бенковски“ в Рибарица се основава през декември 1931 г. от двадесет и двама учредители. Целта на кооперацията е да организира задружното използване на отпуснатите гори според закона, да строи или наема, поддържа дъскорезници, гатери, банцизи и други, да организира общи доставки, общи продажби и други. Дейността ѝ се състои в сеч и извозване на трупи, в строеж на горски пътища. Тя построява склад за дървен материал; открива и магазин за стоки от първа необходимост. Занимава се с търговия, обществено хранене, изкупуване на селскостопанска продукция, промишленост. През 1948 г. се преименува на Всестранна кооперация, през 1952 г. – на Селска потребителна кооперация. Притежава широка търговска мрежа, ресторанти, лятна градина, хотел, обществена баня. Произвежда хляб, боза, безалкохолни напитки, пулпове и други. През февруари 1972 г. се влива в Районна потребителна кооперация (РПК) – Тетевен.
Горско стопанство с предмет на дейност стопанисване и опазване на горския фонд, дърводобив и залесяване е създадено в село Рибарица през 1960 г. Стопанството има и странична дейност: овцевъдсво, свиневъдство и събиране на оборски тор за паркове и градини. През 1989 г. и нататък то е обект на промени в наименованието и организацията на дейността.
Църквата „Свети Пантелеймон“ в село Рибарица започва да се строи през 2003 г.; осветена е през 2011 г. от Ловчанския митрополит Гавриил.

## Обществени институции
Село Рибарица към 2025 г. е център на кметство Рибарица.
В село Рибарица към 2025 г. има:
- действащо читалище „Развитие - 1931 г.“;[28][29]
- действащо общинско основно училище „Георги Бенковски“;[30]
- параклис „Свети Пантелеймон“ – 1932 г.[31]
- православна църква „Свети Пантелеймон“;[32]
- Целодневна детска градина Костина;[33]
- пощенска станция.[34]

## Забележителности
На около 3 km от центъра на Рибарица, в покрайнините на селото по протежението на река Костина, се намира Кървавото кладенче – кладенчето, в което е измита отсечената от турците глава на Георги Бенковски.
В землището на село Рибарица се намират защитените територии (или части от тях):
- Горунчето (защитена местност);[35]
- Козя стена (резерват) – част;[36]
- Костина (защитена местност);[37]
- Царичина (резерват);[38]
- Централен Балкан (национален парк) – част;[39]
- Черният рът (защитена местност; във Васильовска планина).[40]

## Редовни събития
Всяка година на 25 май в местността Костина се провежда възпоменание в памет на Бенковски. Честването включва зрелищна възстановка на трагичното събитие. Всяка година актьори пресъздават сцената на убийството на Бенковски и залавянето на другарите му.
- Общ изглед
- Паметник на Георги Бенковски
- Местна носия
- Изгрев
- Река Бели Вит под село Рибарица

## Личности
Починали в Рибарица
- Георги Бенковски (1843 – 1876), български революционер.
- Владимир Вазов (1868 – 1945), български генерал.